# Кулик, Леонид Алексеевич
Леони́д Алексе́евич Кули́к (19 [31] августа 1883, Дерпт, Лифляндская губерния — 14 апреля 1942, Спас-Деменск, Смоленская область) — российский и советский учёный-минералог, энтузиаст-исследователь метеоритов, один из первых исследователей Тунгусского явления и автор публикаций по метеоритике. Инструктор и боец народного ополчения РККА во время Великой Отечественной войны, умер в плену.

## Биография
Родился 19 (31) августа 1883 года в городе Дерпт (Дерптский уезд, Лифляндская губерния, Российская империя). Отец — Алексей Семёнович Кулик (1857—1894, родом из Херсонской губернии), дворянин, земский врач, доктор медицины, учился в реальном училище в Елисаветграде, в 1881 году окончил Вюрцбургский университет, а в 1884 году — Дерптский университет. Мать — Софья Кирилловна Кулик (урождённая Серединская; 1863—1906, родом из г. Херсона), дочь войскового старшины и землевладельца Елисаветградского уезда Кирилла Тимофеевича Серединского. Предки Леонида происходили из бывших малороссийских казаков из-под города Батурина; дед Семён при организации военных поселений в Новой Сербии попал в кантонисты и осел в Новороссии под городом Елисаветградом.
В 1884 году Алексей Семёнович с женой и годовалым сыном Леонидом вернулись в Херсонскую губернию, в город Бобринец Елисаветградского уезда, где в их семье родились ещё трое сыновей: в 1885 году — Владимир, в 1886 году — Нестор, а в 1890 году — Алексей.
С 1891 года Леонид учился в Бобринецком уездном училище, а с 1893 года — в Елисаветградской гимназии.
В 1896 году, через два года после смерти мужа, Софья Кирилловна с сыновьями перебрались на Южный Урал, в город Троицк Оренбургской губернии, где жил её брат, Евгений Кириллович Серединский.
В 1896—1903 годах Леонид учился в Троицкой мужской классической гимназии (в настоящее время в бывшем здании этой гимназии располагается Троицкий педагогический колледж), которую окончил с золотой медалью и поступил в Санкт-Петербургский Императорский лесной институт. Через полгода был отчислен из института за участие в студенческих выступлениях и призван на военную службу.
19 августа 1904 года начал военную службу вольноопределяющегося в 22-м драгунском Астраханском полку, который был расквартирован в городе Тирасполе (Херсонская губерния). Обучался в Тираспольской полковой школе. Принимал активное участие в революционных выступлениях в рядах РСДРП. Осенью 1905 года поступил на период отпуска вольнослушателем на физико-математический факультет Императорского Казанского университета. 15 декабря 1905 года был произведён в прапорщики армейской кавалерии по Казанскому уезду и уволен в запас.
В начале 1906 года во избежание ареста вернулся в Троицк, где был избран председателем Троицкой организации РСДРП(б), принявшей программу большевиков. В 1908 году против него было возбуждено уголовное дело по обвинению в хранении и распространении нелегальной литературы, но отсидеть назначенный ему Судебной палатой трёхнедельный срок заключения в троицкой тюрьме ему пришлось лишь в начале 1911 года.
С 20 августа 1908 года работал в городе Миассе, на Миасской лесной горнозаводской даче, в качестве лесного кондуктора «по вольному найму». Заведовал учётом и разведкой полезных ископаемых восточного склона Златоустовского горного округа.
В 1911 году в качестве геодезиста принял участие в работе Радиевой экспедиции (организованной Императорской Санкт-Петербургской академией наук), возглавляемой доктором геогнозии и минералогии В. И. Вернадским, по предложению которого в 1912 году стал сотрудником Минералогического музея Императорской Санкт-Петербургской академии наук.
Прошёл Первую мировую войну (1914—1918), 19 июля 1914 года был призван из запаса на действительную военную службу на Германский фронт в составе 4-й кавалерийской бригады 20-го драгунского Финляндского полка Русской императорской армии. 20 декабря 1914 года прибыл на фронт. Принимал участие в боевых действиях в Восточной Пруссии. Закончил войну в чине поручика. В 1917 году за участие в боевых действиях против германских войск был награждён орденами Святого Станислава 3-й степени и Святой Анны 3-й степени.
В 1918 году участвовал в научной экспедиции профессора С. М. Курбатова, изучавшей месторождения полезных ископаемых на Урале.
С 1918 года начал заниматься метеоритикой, сблизившей его с Русским обществом любителей мироведения (РОЛМ), почётным и пожизненным членом которого он стал летом этого же года.
В 1921 году по инициативе Леонида Кулика при Минералогическом музее был создан Метеоритный отдел. При поддержке академиков В. И. Вернадского и А. Е. Ферсмана вместе со своим университетским товарищем П. Л. Дравертом он организовал первую в Советской России научную метеоритную экспедицию по проверке поступающих в Российскую академию наук (РАН) в Петрограде сообщений о падении на территории страны метеоритов. Экспедиция была осуществлена в Сибири (в восточной части Енисейской губернии, в Омской и Алтайской губерниях) и Саратовской губернии, в период с 19 мая 1921 года по 29 ноября 1922 года (на основании постановления Государственного учёного совета Наркомпроса РСФСР от 19 мая 1921 года). Особый интерес во время поездки Кулик проявлял к изучению места и обстоятельств падения уникального Тунгусского метеорита на территории бассейна реки Подкаменная Тунгуска.
В 1924 году окончил физико-математический факультет Ленинградского государственного университета по специальности «минералогия», обучение в котором начал ещё в 1912 году.
В 1927—1939 годах, при поддержке Академии наук СССР, организовал и возглавил ещё четыре экспедиции (в частности, в 1927, 1928, 1929—1930 и 1938—1939 годах) на место падения Тунгусского метеорита. Обнаружил радиальный характер сплошного вывала леса в месте падения, пытался найти остатки метеорита, организовал аэрофотосъёмку места падения, собрал свидетельские показания очевидцев тунгусского феномена.
В 1939 году, после организации Комитета по метеоритам при Академии наук СССР, Леонид Кулик стал его первым учёным секретарём.
В предвоенные годы активно помогал М. В. Чистозвонову — создателю первого в СССР планетария в городе Донском (Тульская область), снабжая его научной литературой и оптическими приборами.

### В годы войны
6 июля 1941 года, в самом начале Великой Отечественной войны (1941—1945), в возрасте 58 лет вступил добровольцем в ряды народного ополчения и был включён в состав 17-й Московской стрелковой дивизии народного ополчения Москворецкого района (1312-й стрелковый полк) РККА. В начале октября 1941 года в оборонительном бою за прикрытие Варшавского шоссе от наступающих немецких войск в ходе операции «Тайфун», под деревней Всходы Смоленской области группа бойцов Красной армии, среди которых был и старшина сапёрной роты Леонид Кулик, попала в окружение. В этом бою учёный был ранен в ногу и потерял сознание. Пришёл в себя в немецком концентрационном лагере для военнопленных. Сам будучи больным и истощённым, он организовал в лагере (в здании бывшего родильного дома) временный лазарет для советских раненых (в том числе и детей), где трудился санинструктором и затем санитаром, дни и ночи находясь рядом с ранеными, помогая всем, чем мог, не гнушаясь никаким трудом. Леонид Алексеевич связался с местными жителями, а через них — с партизанами. Из местных жителей он познакомился с учительницей села Всходы Марией Францевной Заккис. Она приносила в лагерь продукты для больных, через неё Кулик передавал письма жене.
Советские партизаны разработали план побега учёного из концлагеря. Предполагалось, что с наступлением сумерек Кулик переберётся за колючую проволоку, там его будет ждать человек, который проводит на квартиру Марии Заккис. Но побег не удался. За час до назначенного срока немцы вывезли всех раненых, в их числе и Леонида Алексеевича, в город Спас-Деменск и бросили в тифозный барак. Кулик и тут старался чем-нибудь облегчить страдания больных. Но изнурённый голодом организм не выдержал, и учёный сам заболел тифом. 14 апреля 1942 года Леонид Кулик скончался.
Похоронен на городском кладбище города Спас-Деменска Смоленской области (ныне — Калужская область).

## Семья
Жена — Лидия Ивановна (урождённая Кондарацкая; 1888—1965), библиотекарь. Выпускница женской гимназии в Троицке и физико-математического отделения Бестужевских курсов в Санкт-Петербурге. Поженились в 1907 году. Дети:
- Зоя (1908—1910)[4].
- Елена (3 апреля 1910—2000)[4][9]. Внук — Вячеслав Андреевич Кулик-Павский (1932—2013)[10].
- Ирина (28 мая 1925 — ?)[4], зоолог, доктор биологических наук, работала в Московском институте эпидемиологии и микробиологии[11].

Брат — Кулик, Алексей Алексеевич (1889—1939), энтомолог на Станции защиты растений, преподавал в Омском сельскохозяйственном институте.

## Память
- В 1928 году русский поэт Эдуард Багрицкий описал тунгусскую экспедицию Л. А. Кулика в стихотворении «Исследователь», где посвятил ему такие строки[13]:

    … Ружьё, астролябия, чайник —

     Нехитрый инстру́мент его.

     Бредёт он по вымершим рекам,

     По мёртвой и впалой земле.

     Каким огневым дровосеком

     Здесь начисто вырублен лес,

     Какая нога наступила

     На ржавчину рваных кустов?

     Какая корявая сила

     Прошла и разворотила

     Слоистое брюхо пластов?

     И там, где в смолистое тело

     Сосны древоточец проник, —

     Грозят белизной помертвелой

     Погибших рогов пятерни…
- В 1958 году, к 50-летию со дня падения Тунгусского метеорита на территории бассейна восточно-сибирской реки Подкаменная Тунгуска, Министерство связи СССР выпустило почтовую марку, посвящённую первому советскому учёному-исследователю этого метеорита — Леониду Алексеевичу Кулику (автор — художник Алексей Завьялов).
- В 1970 году решением Международного астрономического союза именем советского учёного-минералога Л. А. Кулика назван лунный кратер «Кулик» (Kulik) диаметром 60,46 километров, расположенный в северном полушарии обратной стороны Луны.
- В 1978 году в честь Л. А. Кулика названа малая планета Солнечной системы (2794) Кулик (Kulik, первоначальное обозначение — 1978 PS3), открытая 8 августа 1978 года советским астрономом Николаем Степановичем Черных.
- В 2005 году образ Леонида Кулика выведен в романе «Путь Бро» из книги «Трилогия» российского писателя Владимира Сорокина, в котором одна из глав посвящена экспедиции под руководством Л. А. Кулика к месту падения Тунгусского метеорита.